# Tsukahara Bokuden
Tsukahara Bokuden Takamoto 塚原卜伝高幹 (1490-1571) foi um dos maiores nomes do kenjutsu durante o período Muromachi.
Nascido em Kashima, na província de Hitachi (atual Prefeitura de Ibaraki) em 1489, foi considerado um famoso espadachim do inicio do período Sengoku. O significado de Kensei seria um “Santo da Espada”, porém o mais apropriado seria um espadachim que transcendeu as técnicas meramente físicas e penetrou na essência desta Arte, imbuído de dimensão espiritual extraordinária.
Ele foi discípulo de seu pai, Yoshikawa (Urabe) Akitaka , que lhe ensinou o estilo  Kashima Chûko-ryû ; posteriormente aprende o estilo Tenshin Shoden Katori Shinto-ryu com seu pai adotivo Tsukahara Tosa-no-kami Yasumoto, estudando no Templo de Katori (que possui um forte vinculo com o Templo de Kashima).
Foi instrutor  do Shogun Ashikaga Yoshiteru, cujo clã unificou as duas coroas imperiais, e permaneceram no shogunato de 1337 a 1573; conhecido como Período Murimachi ou Ashikaga Bafuku. Outro aluno proeminente foi o governador de Ise, Tomonori Kitabatake.

Tsukahara Takamoto foi conhecido como um nobre rico e cavaleiro errante, até o momento em que se dedica a sistematizar o ensino das artes marciais da zona Kashima; alegando ter esta missão após uma inspiração divina de Takemikazuchi no kami, principal divindade da região de Kashima, assim como dos generais e militares desde o Reino dos Yamatos.
Está escrito que recebeu a inspiração com a frase “kokoro arata ni koto ni atare”, que o sentido literal seria manter a mente/coração como a de um principiante, frente a tudo.
Muitos alegam que este estilo é advindo de suas experiências de shugyōsha, durante o seu Musha shugyo. Mesmo assim, parece que mantinha as abordagens característica do Kashima no tachi e do Ichi no Tachi. 
incluindo abordagens para combater  Nomeia o estilo Kashima Shinto-ryu, ou,também, Mutekatsu-Ryu ("Vitória sem as mãos"); que passou a ser considerada uma nova esgrima. Embora excelente espadachim, sempre evitava confrontos diretos, explicando que sua Escola era a da Não-Espada.
É atribuido a Mestre Tsukahara a seguinte frase: “Mente Serena, não a habilidade, é o sinal de um samurai amadurecido. Um samurai, portanto, não deve ser nem pomposo nem arrogante.”
Morreu em Suka em 6 de março de1571, de causas naturais, sendo enterrado no templo local. 
Como espadachim, ele aprendeu Kashima Chûko-ryû 鹿島中古流 com o pai, Yoshikawa (Urabe) Akitaka 吉川（卜部）覚賢 e Kashima shintō-ryū com o pai adotivo, Tsukahara Tosa-no-kami Yasumoto 塚原土佐守安幹. Posteriormente, ele fundou o estilo Kashima shintō-ryū.
Ele participou do primeiro duelo aos 17 anos no templo Kiyomizu-dera 清水寺, em Kyoto. Ao total, ele participou em 19 duelos e 37 batalhas, sem sofrer nenhum ferimento exceto 6 flechadas, matando um total de 212 guerreiros.
Foi também o instrutor dos Xoguns Ashikaga Yoshiharu, Yoshiteru e Yoshiaki.